# Vespoidea
Vespoidea — надродина перетинчастокрилих комах. Включає дві родини: Rhopalosomatidae (68 видів) та Vespidae (5000 видів), хоча історично сюди включали ще близько 10 родин. Vespoidea включає оси з великим різноманіттям способу життя: евсоціальні, соціальні та одиночні види, хижаки, падальники, паразитоїди і травоїдні комахи. Будівництво гнізд також надзвичайно різноманітне. Деякі види використовують наявні порожнини, інші будують складні багатокамерні гнізда з паперу з розжованої целюлози.

## Опис
Самиці мають вусики, що складаються з 10 члеників, а самці — з 11 члеників. Край передньоспинки досягає або проходить через тегулу. Багато видів демонструють певний рівень статевого диморфізму. Більшість видів мають повністю розвинені крила, але деякі мають зменшені або відсутні крила у однієї чи обох статей. Як і в інших Aculeata, тільки самиці здатні жалити.